# Reginald de Vautort († vor 1129)

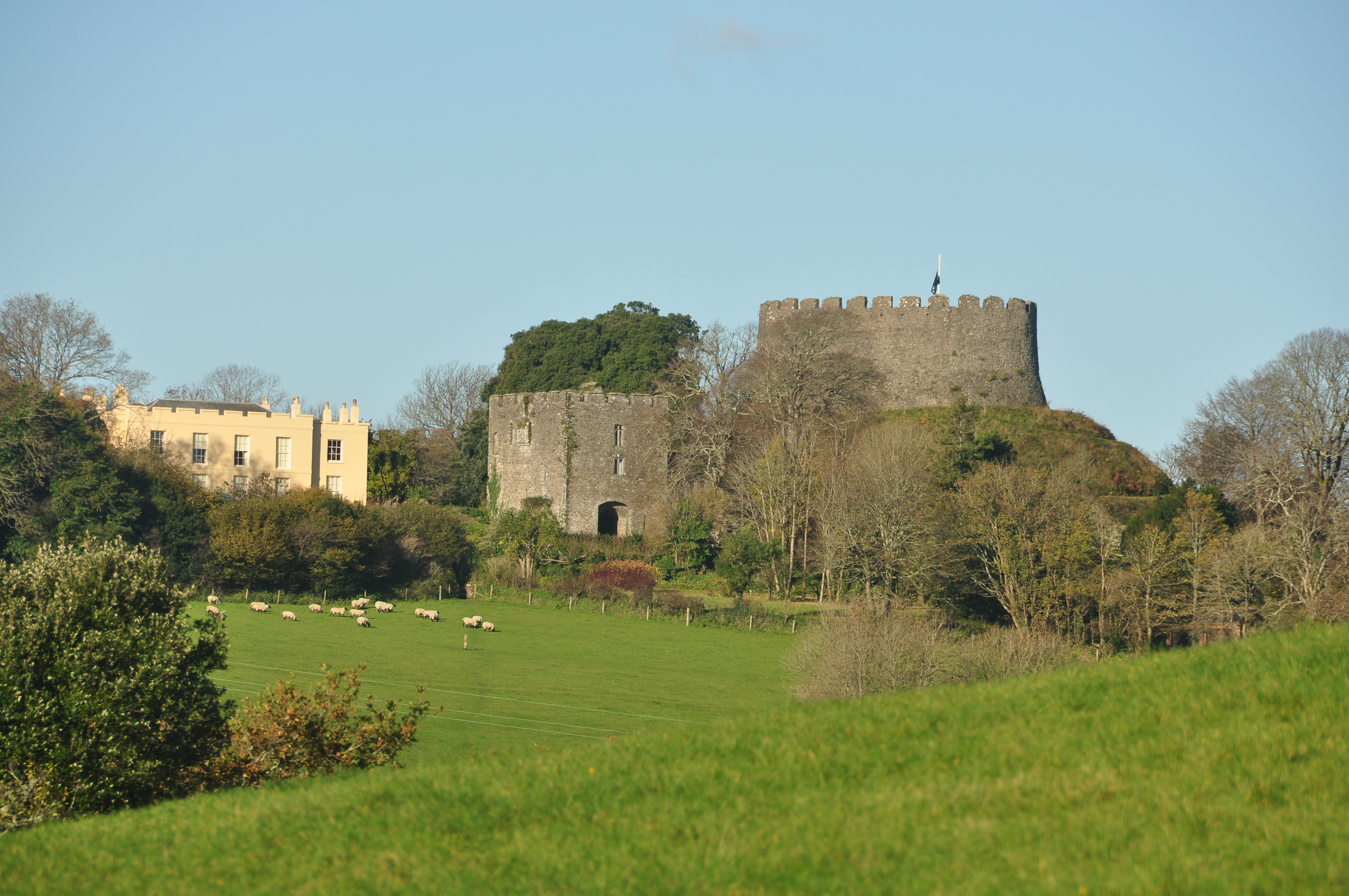
Trematon Castle war Mittelpunkt der Besitzungen von Reginald de Vautort

Reginald de Vautort (auch Reginald de Vautort I) (* vor 1086; † zwischen 1123 und 1129) war ein anglonormannischer Adliger.
Reginald de Vautort entstammte der ursprünglich normannischen Familie Vautort. Als Gefolgsmann von Robert, Graf von Mortain erhielt er vor 1086 etwa 55 Güter in Cornwall, Devon und Somerset. Das Zentrum der Besitzungen wurde Trematon, wo vor 1086 eine Burg errichtet wurde und ein Markt bestand. Nach dem Tod von Graf Robert gehörte Reginald zum Gefolge von dessen Sohn William. Mit anderen westenglischen Baronen bezeugte er 1123 eine Urkunde König Heinrichs I. Wahrscheinlich erhielt er um diese Zeit vom König die Güter von Maker, King's Tamerton und Sutton Vautort in Devon. Zusammen mit Ralph, der vermutlich sein Bruder war, gründete er als Tochterkloster der Abtei von Saint-Pierre-sur-Dives in der Normandie das Benediktinerpriorat Modbury in Devon. Sein Erbe wurde sein Sohn Roger I de Vautort.